# Reto Niedermann
Reto Niedermann (* 5. März 1981) ist ein ehemaliger Schweizer Ruderer und Gesundheitswissenschaftler.

## Ruderer
Seine ersten Meter im Ruderboot legte er im Jahr 1993 auf dem Zürichsee unter der Flagge des Seeclubs Richterswil zurück. Später wechselte er zum Seeclub Wädenswil. Seine grössten Erfolge sind der Gewinn des Schweizer Meistertitels im Skiff 2004 und die Teilnahme an den Olympischen Sommerspielen 2004 in Athen als Ersatzmann für den Schweizer Doppelvierer. Daneben wurde er 2005 im Skiff und im Doppelzweier Vizemeister der Schweiz, und er nahm zwischen 2002 und 2007 an elf Regatten des Ruder-Weltcups teil. Nach der Saison 2007 beendete Niedermann seine Karriere.
Niedermanns Wettkampfgewicht betrug rund 84 kg bei einer Körpergrösse von 1,91 m.

## Gesundheitswissenschaftler
Niedermann wurde im Jahr 2012 an der ETH Zürich promoviert. Er ist seit 2017 für einen Schweizer Einzelhandelskonzern tätig.

## Erfolge
- 2006 Schweizer Meisterschaft Luzern: Bronze im Skiff
- 2005 Schweizer Meisterschaft Luzern: Silber im Skiff
- 2005 Schweizer Meisterschaft Luzern: Silber im Doppelzweier
- 2004 Olympische Spiele Athen: Ersatzmann im Doppelvierer
- 2004 Schweizer Meisterschaft Luzern: Gold im Skiff
- 2004 Weltcup Luzern: 9. im Skiff
- 2002 Weltcup Luzern: 10. im Doppelvierer
- U-23-WM 2002 in Genua: 15. im Skiff
- U-23-WM 2001 in Ottensheim: 6. im Doppelvierer
- Junioren-WM 1999 in Plowdiw: 15. im Vierer ohne Steuermann